# Niechlów (gmina)
Niechlów (do 1954 gmina Siciny) – gmina wiejska w województwie dolnośląskim, w powiecie górowskim. W latach 1975–1998 gmina położona była w województwie leszczyńskim.
Siedziba władz gminy to Niechlów.
Według danych z 31 grudnia 2015 gminę zamieszkiwały 5004 osoby. Natomiast według danych z 30 czerwca 2020 roku gminę zamieszkiwało 4829 osób.

## Struktura powierzchni
Według danych z roku 2002 gmina Niechlów ma obszar 151,98 km², w tym:
- użytki rolne: 67%
- użytki leśne: 21%

Gmina stanowi 20,59% powierzchni powiatu.

## Demografia

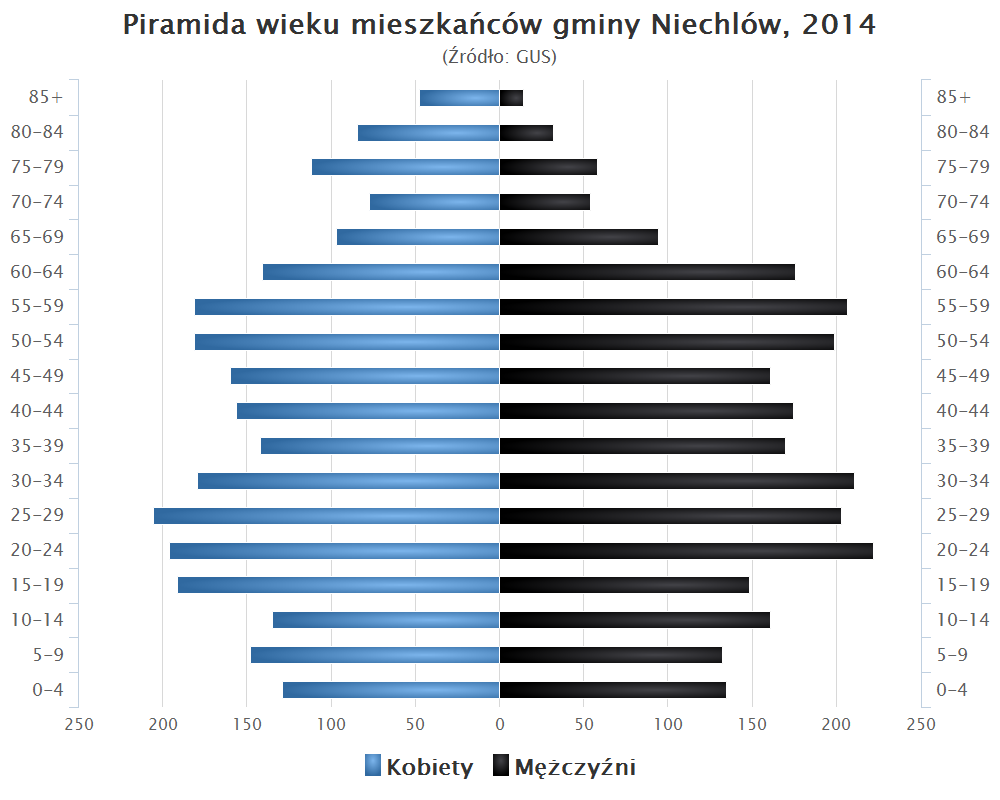
Piramida wieku mieszkańców gminy Niechlów w 2014 roku

Dane z 30 czerwca 2004:
| Opis                              | Ogółem | Ogółem | Kobiety | Kobiety | Mężczyźni | Mężczyźni |
| --------------------------------- | ------ | ------ | ------- | ------- | --------- | --------- |
| jednostka                         | osób   | %      | osób    | %       | osób      | %         |
| populacja                         | 5212   | 100    | 2636    | 50,6    | 2576      | 49,4      |
| gęstość zaludnienia (mieszk./km²) | 34,3   | 34,3   | 17,3    | 17,3    | 16,9      | 16,9      |

## Szkolnictwo
Na terenie gminy znajdują cztery szkoły.
1. Zespół szkół : Szkoła Podstawowa im. Armii Krajowej, Gimnazjum im. K.K. Baczyńskiego w Niechlowie.
2. Zespół Szkół Samorządowa Szkoła Podstawowa im. H. Sienkiewicza i Przedszkole w Sicinach.
3. Gimnazjum w Naratowie

21.03.2007r

## Sąsiednie gminy
Góra, Jemielno, Pęcław, Rudna, Szlichtyngowa, Wschowa